# Соликамск
Соликамск (на руски: Соликамск) е град в Русия, Пермски край, административен център на Соликамски градски окръг.
Към 1 януари 2018 година има 93 868 жители, с което се нарежда на 3-то място по население в края след градовете Перм и Березники.
Геологът Павел Преображенски на 5 октомври 1925 г. открива най-голямото в света находище на калиево-магнезиеви соли (наречено Соликамско находище). На 6 ноември същата година е пробита първата шахта, а през януари 1934 г. завършва строителството на химическия комбинат в Соликамск.